# キャシー・ヒルトン
キャシー・ヒルトン（Kathy Hilton、1959年3月31日 - ）はアメリカ合衆国の女優、テレビ司会者。

## 来歴

### 生い立ち
1959年、父ローレンスと母キャサリーンの間に生まれる。両親は後に離婚し、母はケニス・E・リチャーズと再婚した。

### 俳優としてのキャリア
キャシー・リチャーズの名前で幼い頃から芸能界で活動している。舞台や劇場用映画などに出演した後に、1979年にSFホラー映画「Dark」に出演。
2008年、映画「Tropic Thunder」でトム・クルーズの妻役を演じた。

### テレビ番組の司会者としてのキャリア
2002年にケーブルテレビのQVCホームショッピングネットワーク上で商品を売り始めた。2005年6月、NBCのリアリティーショー「I Want To Be a Hilton」の放送が開始され、彼女はホストを務めた。

## 交友関係
幼い頃から芸能界で活動している関係で歌手のマイケル・ジャクソンとは幼馴染。

## 家族
| 関係 | 名前                  | 生年月日・没年                           | 職業 |
| ---- | --------------------- | ---------------------------------------- | ---- |
| 父   | ロレンス              | 1935年12月16日 - 1997年2月18日（61歳没） | 不明 |
| 母   | キャサリーン          | 1938年4月7日 - 2002年3月2日（63歳没）    | 不明 |
| 妹   | キム・リチャーズ      | 1964年9月19日（60歳）                    | 女優 |
| 妹   | カイル・リチャーズ    | 1969年1月11日（56歳）                    | 女優 |
| 義父 | ケニス・E・リチャーズ | 不明                                     | 不明 |

### 配偶者とその家族
| 関係 | 名前                           | 生年月日・没年        | 職業                           |
| ---- | ------------------------------ | --------------------- | ------------------------------ |
| 夫   | リチャード・ヒルトン           | 1955年8月17日（69歳） | 不動産関係の実業家             |
| 長女 | パリス・ヒルトン               | 1981年2月17日（44歳） | ファッションモデル・女優       |
| 次女 | ニッキー・ヒルトン             | 1983年10月5日（41歳） | ファッションモデル・デザイナー |
| 長男 | バロン・ニコラス・ヒルトン     | 1989年 -              | 不明                           |
| 次男 | コンラッド・ヒューズ・ヒルトン | 1994年 -              | 不明                           |

### 系譜
```
コンラッド・ヒルトン━━┳メアリー・バロン　　　　　　　　　　　　　　　　　　　　　　　　　　　　　　　　
　　　　　　┃　　　　　┃
　　　　　　┃　　　　　┃
　　　　　　┃　　　　　┃
　　　　　　┃　　　　　┃
　　　　　　┃　　　　　┃
　　┏ザ・ザ・ガボール　┣コンラッド・ヒルトンJr━エリザベス・テイラー
　　┃　　　　　　　　　┃
　　┣マグダ・ガボール　┃
　　┃　　　　　　　　　┗バロン・ヒルトン━┳マリリン・ホーリー
　　┃　　　　　　　　　　　　　　　　　　　┃
　　┗エヴァ・ガボール　　　　　　　　　リチャード・ヒルトン
　　　　　　　　　　　　　　　　　　　　　　┃
　　　　　　　　　　　　　　　　　　　　　　┃
　　　　　　　　　　　　　　　　　　　　　　┃
　　　　　　　　　　　　　　　　　　　　　　┣━━━━━━┳パリス・ヒルトン
　　　　　　　　　　　　　　　　　┏キャシー・ヒルトン　　┃
　　　　　　　　　　　　　　　　　┃　　　　　　　　　　　┃
　　　　　　　　　　　　　　　　　┃　　　　　　　　　　　┃
　　　　　　　　　　　　　　　　　┃　　　　　　　　　　　┣ニッキー・ヒルトン
　　　　　　　　　　　　　　　　　┃　　　　　　　　　　　┃
　　　　　　　　　　　　　　　　　┣キム・リチャーズ　　　┃
　　　　　　　　　　　　　　　　　┃　　　　　　　　　　　┣バロン・ニコラス・ヒルトン
　　　　　　　　　　　　　　　　　┃　　　　　　　　　　　┃
　　　　　　　　　　　　　　　　　┗カイル・リチャーズ　　┃
　　　　　　　　　　　　　　　　　　　　　　　　　　　　　┗コンラッド・ヒューズ・ヒルトン

```